# Evdokija Mekšilo
Evdokija Panteleevna Mekšilo, accreditata come Evdokia Mekshilo dalla FIS (in russo Евдокия Пантелеевна Мекшило?; Gorno-Altajsk, 23 marzo 1931 – San Pietroburgo, 16 gennaio 2013), è stata una fondista e allenatrice di sci nordico sovietica.
In seguito alla dissoluzione dell'Unione Sovietica, nel 1991 aveva assunto la nazionalità russa.

## Biografia
Trasferitasi a Leningrado dalla natia Repubblica dell'Altai per compiere gli studi universitari, si dedicò allo sci di fondo sotta la guida dell'allenatore Aleksej Baženov; tra la più forti fondiste sovietiche degli anni cinquanta, ebbe una carriera tormentata da un infortunio al menisco riportato nel 1954 e mai definitivamente guarito.
Debuttò in campo internazionale ai Mondiali di Falun del 1954 (13ª nella 10 km); non prese parte ai VII Giochi olimpici invernali di Cortina d'Ampezzo 1956 a causa del suo infortunio, ai Mondiali di Lahti 1958 per maternità e agli VIII Giochi olimpici invernali di Squaw Valley 1960 nuovamente per infortunio. Tornò dunque sulla scena internazionale solo ai Mondiali di Zakopane del 1962, ma nella prima gara - la 5 km - si ripresentò il suo problema al menisco; concluse comunque la gara in sesta posizione, ma non poté prendere parte a quelle successive.
Innsbruck 1964 fu così la sua unica partecipazione olimpica, e vinse l'oro nella staffetta 3x5 km insieme a Alevtina Kolčina e Klavdija Bojarskich con il tempo di 57:30,0, l'argento nella 10 km con il tempo di 40:26,6, seconda solo alla connazionale Bojarskich; nella 5 km fu quarta. Ai Mondiali di Oslo del 1966, sua ultima competizione internazionale, si piazzò in quarta posizione sia nella 5 km sia nella 10 km.
Dopo il ritiro dalle gare lavorò come allenatrice di fondo; morì nel 2013, all'età di 82 anni, dopo una lunga malattia.

## Palmarès

### Olimpiadi
- 2 medaglie, valide anche ai fini iridati:
  - 1 oro (staffetta a Innsbruck 1964)
  - 1 argento (10 km a Innsbruck 1964)

### Campionati sovietici
- 7 ori (staffetta nel 1954; staffetta nel 1955; staffetta nel 1957; staffetta nel 1961; staffetta nel 1962; staffetta nel 1965; staffetta nel 1966)[2]